# Jeseník (distrikt)
Jeseník (tjeckiska: Okres Jeseník) är ett distrikt i Olomouc i Tjeckien. Centralort är Jeseník.

## Komplett lista över städer och byar
(städer och byar)
- Bělá pod Pradědem
- Bernartice
- Bílá Voda
- Černá Voda
- Česká Ves
- Hradec-Nová Ves
- Javorník
- Jeseník
- Kobylá nad Vidnavkou
- Lipová-lázně
- Mikulovice
- Ostružná
- Písečná
- Skorošice
- Stará Červená Voda
- Supíkovice
- Uhelná
- Vápenná
- Velká Kraš
- Velké Kunětice
- Vidnava
- Vlčice
- Zlaté Hory
- Žulová